# Nigel Bruce
William Nigel Ernle Bruce (Ensenada, 4 februari 1895 – Santa Monica, 8 oktober 1953) was een in Mexico geboren Britse acteur, die vooral beroemd is geworden als het personage John H. Watson. Hij speelde dit personage in veertien films, naast Basil Rathbone als Sherlock Holmes.

## Biografie
Bruce was de tweede zoon van Sir William Waller Bruce, 10e Baronet (1856–1912) en diens vrouw Angelica, dochter van Generaal George Selby. Hij werd geboren in Ensenada, Mexico, tijdens een vakantie van zijn ouders aldaar. Hij volgde zijn opleiding aan The Grange, Stevenage, en Abingdon School, Berkshire. In 1914, tijdens de Eerste Wereldoorlog, diende hij in Frankrijk als luitenant van het 10e Service Battalion - Somerset Light Infantry, en de Honourable Artillery Company. Hij raakte in 1915 zwaargewond tijdens een gevecht bij Cambrai. Hij kreeg bij dit gevecht elf kogels in zijn linkerbeen geschoten, en bracht de rest van de oorlog door in een rolstoel.
Zijn acteercarrière begon met een toneelvoorstelling in het Comedy Theatre op 12 mei 1920. In oktober dat jaar ging hij naar Canada als toneelmanager voor Henry V. Esmond en Eva Moore. Hij speelde tevens "Montague Jordan" in Eliza Comes to Stay. Bij zijn terugkeer in Engeland vertolkte hij deze rol nog een tijdje in een tourneeversie van het toneelstuk. Bruce kreeg de smaak te pakken, en speelde in nog een aantal toneelstukken. Via deze toneelstukken stroomde hij door naar rollen in stomme films.
In 1934 verhuisde hij naar Hollywood om zijn filmcarrière daar voort te zetten. Hij speelde in zijn films met name opgeblazen, ietwat verwarde, heren.
De rol waarmee hij het bekendst is geworden bij het grote publiek, is die van John H. Watson. Tussen 1939 en 1946 vertolkte hij deze rol in veertien films en meer dan 200 hoorspelen. Hij vormde in deze films een vast duo met zijn vriend Basil Rathbone, die de rol van Sherlock Holmes vertolkte. Ondanks dat Bruce kritiek kreeg dat zijn versie van Watson duidelijk minder slim en competent was dan de boekversie, werd hij toch door veel fans gezien als de enige echte Watson. Aan de filmreeks kwam een einde toen producer-regisseur Roy William Neill in 1946 stierf.
Bruce, onder vrienden ook bekend als "Willie", was een vooraanstaand lid van de Britse filmkolonie in Los Angeles. Hij was tevens voorzitter van de (voornamelijk Britse) Hollywood Cricket Club. Ondanks zijn lange verblijf in de Verenigde Staten, behield hij zijn Britse nationaliteit.
Bruce schreef een autobiografie, getiteld Games, Gossip and Greasepaint, welke nooit werd gepubliceerd. Wel zijn stukken ervan later verwerkt in exemplaren van het Sherlock Holmes Journal.
Bruce stierf in 1953 op 58-jarige leeftijd aan de gevolgen van een hartaanval. Hij werd gecremeerd, en zijn as opgeslagen in een kluis in de Chapel of the Pines Crematory in Los Angeles. Zijn laatste film, World for Ransom, werd postuum uitgebracht in 1954.

## Filmografie
| Jaar | Titel                                     | Rol                                   |
| ---- | ----------------------------------------- | ------------------------------------- |
| 1929 | Red Aces                                  | Kinsfeather, T.B.                     |
| 1930 | The Squeaker                              | Collie                                |
| 1930 | Escape                                    | Constable                             |
| 1930 | Birds of Prey                             | Manager                               |
| 1931 | The Calendar                              | Lord Willie Panniford                 |
| 1932 | The Midshipmaid                           | Major Spink                           |
| 1932 | Lord Camber's Ladies                      | Lord Camber                           |
| 1933 | I Was a Spy                               | Scottie                               |
| 1933 | Channel Crossing                          | Nigel Guthrie                         |
| 1934 | Coming-Out Party                          | Troon, the Butler                     |
| 1934 | Stand Up and Cheer!                       | Eustis Dinwiddle                      |
| 1934 | Murder in Trinidad                        | Bertram Lynch                         |
| 1934 | Treasure Island                           | Squire Trelawney                      |
| 1934 | The Lady Is Willing                       | Welton                                |
| 1934 | Springtime for Henry                      | Johnny Jewlliwell                     |
| 1934 | The Scarlet Pimpernel                     | The Prince of Wales                   |
| 1935 | Becky Sharp                               | Joseph Sedley                         |
| 1935 | She                                       | Horace Holly                          |
| 1935 | Jalna                                     | Maurice Vaughn                        |
| 1935 | The Man Who Broke the Bank at Monte Carlo | Ivan                                  |
| 1936 | The Trail of the Lonesome Pine            | Thurber                               |
| 1936 | Under Two Flags                           | Capt. Menzies                         |
| 1936 | The White Angel                           | Dr. West                              |
| 1936 | Follow Your Heart                         | Henri Forrester                       |
| 1936 | The Charge of the Light Brigade           | Sir Benjamin Warrenton                |
| 1936 | The Man I Marry                           | Robert Hartley                        |
| 1937 | Thunder in the City                       | Duke Of Glenavon                      |
| 1937 | The Last of Mrs. Cheyney                  | Lord Willie Winton                    |
| 1938 | The Baroness and the Butler               | Major Andros                          |
| 1938 | Kidnapped                                 | Neil MacDonald                        |
| 1938 | Suez                                      | Sir Malcolm Cameron                   |
| 1939 | The Hound of the Baskervilles             | Dr. John H. Watson                    |
| 1939 | The Adventures of Sherlock Holmes         | Dr. John H. Watson                    |
| 1939 | The Rains Came                            | Lord Albert Esketh                    |
| 1940 | The Blue Bird                             | Mr. Luxury                            |
| 1940 | Adventure in Diamonds                     | Col. J.W. Lansfield                   |
| 1940 | Rebecca                                   | Major Giles Lacy                      |
| 1940 | Lillian Russell                           | William S. Gilbert                    |
| 1940 | Susan and God                             | Hutchins Stubbs                       |
| 1940 | A Dispatch from Reuters                   | Sir Randolph Persham                  |
| 1941 | Hudson's Bay                              | Prince Rupert                         |
| 1941 | Play Girl                                 | William McDonald Vincent              |
| 1941 | Free and Easy                             | Florian Clemington                    |
| 1941 | This Woman Is Mine                        | Duncan MacDougall                     |
| 1941 | The Chocolate Soldier                     | Bernard Fischer, Critic               |
| 1941 | Suspicion                                 | Beaky                                 |
| 1942 | Roxie Hart                                | E. Clay Benham                        |
| 1942 | This Above All                            | Ramsbottom                            |
| 1942 | Eagle Squadron                            | McKinnon                              |
| 1942 | Sherlock Holmes and the Voice of Terror   | Dr. John H. Watson                    |
| 1942 | Journey for Margaret                      | Herbert V. Allison                    |
| 1943 | Sherlock Holmes and the Secret Weapon     | Dr. John H. Watson                    |
| 1943 | Forever and a Day                         | Maj. Garrow                           |
| 1943 | Sherlock Holmes in Washington             | Dr. John H. Watson                    |
| 1943 | Sherlock Holmes Faces Death               | Dr. John H. Watson                    |
| 1943 | Lassie Come Home                          | Duke of Rudling                       |
| 1943 | Crazy House                               | Dr. John H. Watson (Cameo appearance) |
| 1944 | The Spider Woman                          | Dr. John H. Watson                    |
| 1944 | The Scarlet Claw                          | Dr. John H. Watson                    |
| 1944 | The Pearl of Death                        | Dr. John H. Watson                    |
| 1944 | Gypsy Wildcat                             | High Sheriff                          |
| 1944 | Frenchman's Creek                         | Lord Godolphin                        |
| 1945 | Sherlock Holmes and the House of Fear     | Dr. John H. Watson                    |
| 1945 | The Corn Is Green                         | The Squire                            |
| 1945 | Son of Lassie                             | Duke of Radling                       |
| 1945 | The Woman in Green                        | Dr. John H. Watson                    |
| 1945 | Pursuit to Algiers                        | Dr. John H. Watson                    |
| 1946 | Terror by Night                           | Dr. John H. Watson                    |
| 1946 | Dressed to Kill                           | Dr. John H. Watson                    |
| 1947 | The Two Mrs. Carrolls                     | Dr. Tuttle                            |
| 1947 | The Exile                                 | Sir Edward Hyde                       |
| 1948 | Julia Misbehaves                          | Col. Bruce "Bunny" Willowbrook        |
| 1950 | Vendetta                                  | Sir Thomas Nevil                      |
| 1952 | Hong Kong                                 | Mr. Lighton                           |
| 1952 | Limelight                                 | Postant, an Impresario                |
| 1952 | Bwana Devil                               | Dr. Angus McLean                      |
| 1954 | World for Ransom                          | Governor Sir Charles Coutts           |